# Ondine (Q166)
Ondine (Q166) var en ubåt av Orion-klass i den franska flottan som togs i bruk 1932. Hon tjänstgjorde under andra världskriget tills hon beslagtogs av Storbritannien i juli 1940. Efter det kannibaliserades hon på reservdelar, för att sedan tas ur bruk och skrotas.

## Design
Orion-klassen hade en längd på 67 meter, en bredd på 6,2 meter, ett djupgående på 4,4 meter och kunde dyka upp till 80 meter. De hade ett deplacement vid ytan på 558 ton och ett deplacement under ytan på 787 ton. Framdrivningen vid ytan sköttes av två Sulzer dieselmotorer på 1 400 hästkrafter (1 044 kW) och under ytan av två elmotorer på 1 000 hästkrafter (746 kW), vilket möjliggjorde hastigheter på 14 knop (26 km/h) vid ytan och 9 knop (17 km/h) under ytan. Räckvidden var 4 000 nautiska mil (7 400 km) vid 10 knop (19 km/h) på ytan och 82 nautiska mil (152 km) vid 5 knop (9,3 km/h) under vatten.
Orion-klassen hade sex 55 cm och två 40 cm torpedtuber. Tre av 55 centimetertuberna fanns i fören och ytterligare två i ett främre externt roterande torn, och ett bakre externt roterande torn innehöll den sjätte 55-centimeterstuben och de två 40 centimetertuberna. Varje ubåt hade också en 7,6 cm M1 däckskanon, en 13,2 mm kulspruta och två 8 mm kulsprutor. De hade en besättning på tre officerare och 38 sjömän.

## Konstruktion
Ondine, den andra franska ubåten med samma namn, beställdes som en del av 1928 års flottprogram. Hon kölsträcktes den 30 augusti 1929 på Chantiers Dubigeon i Nantes, Frankrike. Hon sjösattes den 4 maj 1931 och togs i bruk i Brest, Frankrike, den 5 juli 1932 med flaggskeppsnummer Q166.

## Tjänstgöring
När andra världskriget inleddes den 1 september 1939 med den tyska invasionen av Polen var Ondine en del av den 12:e ubåtsdivisionen i den 2:a ubåtsflottiljen i den 6:e flottiljen baserad i Oran i Algeriet. Frankrike gick med i kriget på de allierades sida den 3 september 1939. Under 1939 lämnade Ondine Toulon i Frankrike och började patrullera i Atlanten utanför Kanarieöarna. Under 1940 påbörjade hon en ombyggnad i Cherbourg i Frankrike.
Tyska marktrupper avancerade in i Frankrike, Nederländerna, Belgien och Luxemburg den 10 maj 1940 och inledde slaget om Frankrike. Italien förklarade krig mot Frankrike den 10 juni 1940 och anslöt sig till invasionen. När de tyska markstyrkorna närmade sig Cherbourg bogserades Ondine - vars dieselmotorer hade tagits bort och vars batterier fanns i land - till England den 18 juni 1940. Slaget om Frankrike slutade med Frankrikes nederlag och vapenstillestånd med Tyskland den 22 juni 1940 och med Italien den 24 juni. När båda vapenvilorna trädde i kraft den 25 juni 1940 befann sig Ondine i Portsmouth, England.
Efter den franska kapitulationen hamnade den franska flottan under Vichyregimens kontroll. För att förhindra att franska fartyg hamnade under axelmakternas kontroll genomförde britterna Operation Catapult - ett försök att beslagta eller göra franska marinfartyg obrukbara - den 3 juli 1940. Ondine hade bara några få man ombord den dagen för att upprätthålla säkerheten, och britterna beslagtog henne utan motstånd. Under juli och augusti 1940 anslöt sig hennes officerare till de fria franska styrkorna styrkor. Hennes personal gick också med i de fria franska flottstyrkorna och spreds ut över olika fartyg.
Ondine blev aldrig sjöduglig igen. För att hålla de fria franska flottstyrkornas ubåtar Junon och Minerve operativa kannibaliserades hon på reservdelar. Hon ströks från flottans register antingen i april 1943 eller den 26 mars 1946, enligt olika källor, och skrotades.